# Трешем, Фрэнсис
Фрэ́нсис Тре́шэм (англ. Francis Tresham; ок. 1567 года — 23 декабря 1605 года, Тауэр, Лондон, Англия) — один из участников Порохового заговора.

## Биография
Родившийся около 1567 года Фрэнсис Трешем был старшим сыном сэра Томаса Трешема из Раштона в графстве Нортгемптоншир и его жены, Мэриел Трокмортон (умерла в 1615), дочери сэра Роберта Трокмортона из Уорикшира. Его отец, в 1580 году давший приют иезуиту Эдмунду Кэмпиону и осуждённый за это Звёздной палатой, считался одним из лидеров католической «партии».
В 1601 году Фрэнсис стал участником мятежа графа Эссекса, в отличие от графа, преследовавшего личные цели, по религиозным соображениям. Схваченный и заключённый в тюрьму, благодаря вмешательству родственников, в числе которых был муж его сестры барон Монтигл, Фрэнсис был вскоре освобождён. Другим участником мятежа Эссекса был Роберт Кейтсби, мать которого, Анна Трокмортон, приходилась Фрэнсису тёткой. Кейтсби, не удовлетворённый улучшением в положении католиков, произошедшими с восшествием на престол Якова I сформировал заговор с целью взорвать здание Палаты лордов и возведения на престол принцессы Елизаветы. Нуждаясь для исполнения задуманного в средствах, он рекрутировал 11 католиков, из которых Фрэнсис относился к самым состоятельным, однако только на встрече 14 октября 1605 года заговорщики посвятили Трешема в подробности заговора. От него Кейтсби рассчитывал получить 2000 фунтов и право использования Раштон-холла, однако ни то, ни другое Фрэнсис не смог ему обеспечить — после смерти отца он унаследовал крупные долги.
26 октября лорд Монтигл получил анонимное письмо, раскрывающее детали заговора и, после того, как Монтигл передал письмо графу Солсбери, заговор был обречён. Долгое время считалось, что это письмо написал Трешем, однако прямых доказательств этому нет (по другой версии, автор письма — родственница Фрэнсиса Анна Вокс). Трешем был арестован 12 ноября и три дня спустя помещён в Тауэр, где дал признательные показания и умер от последствий многочисленных пыток.

## Образ в искусстве
- Мартин Линдли в мини-сериале «Порох»